# Unmade Bed
«Unmade Bed» es una canción de la banda Sonic Youth, y el segundo sencillo del álbum Sonic Nurse, publicado en 2004 por el sello Geffen Records.

## Lista de canciones
| N.º  | Título                          | Duración |  |
| 1.   | «Unmade Bed» (edición de radio) | 3:24     |  |
| 3:24 |                                 |          |  |